# 哥伦布圆环 (华盛顿哥伦比亚特区)
哥伦布圆环（Columbus Circle）是华盛顿哥伦比亚特区东北区的一个交通环岛，位于特拉华大道、路易斯安那大道、马萨诸塞大道、E街和1街的交汇处，介于联合车站和美国国会大厦之间。  
圆环中心是纪念克里斯托弗·哥伦布的哥伦布喷泉，以及三根旗杆110英尺（34米）。周围是50个州的州旗。
2011-2013年，广场进行维修。